# Мбайе, Малик (футболист, 2004)
Малик Мбайе (фр. Malick Mbaye; род. 6 апреля 2004, Diohine) — сенегальский футболист, вингер клуба «Мец» и национальной сборной Сенегала.

## Карьера
Футболом начал заниматься в сенегальском клубе «Женерасьон Фут», вместе с которым дважды становился бронзовым призёром сенегальского чемпионата. В феврале 2023 года футболист перешёл во французский клуб «Мец», заключив трёхлетний контракт. Первоначально футболист выступал за вторую команду клуба, однако тренировался с основной командой. Дебютировал за клуб 6 мая 2023 года в матче против клуба «Ньор», выйдя на замену на 89 минуте. Провёл за основную команду 2 матча в рамках французской Лиги 2, по итогу которой стал серебряным призёром.
Летом 2023 года футболист полноценно готовился в к сезону с основной командой французского клуба. Дебютный матч в французской Лиге 1 сыграл 13 августа 2023 года против клуба «Ренн», выйдя на замену на 64 минуте. Первым в сезоне забитым голом футболист отличился в составе второй команды клуба 10 февраля 2024 года в матче против клуба «Тьонвиль Лузитанос».

## Международная карьера
В январе 2023 года футболист вместе с национальной сборной Сенегала отправился на чемпионат африканских наций. Дебютировал за сборную 14 января 2023 года в матче против сборной Кот-д’Ивуара. В финале 4 февраля 2023 года футболист вместе со сборной в серии пенальти оказался сильнее сборной Алжира и стал обладателем титула.

## Достижения
Сборная
Сенегал
- Победитель чемпионата африканских наций: 2022